# Folsomides lawrencei
Folsomides lawrencei är en urinsektsart som beskrevs av Gers och Louis Deharveng 1985. Folsomides lawrencei ingår i släktet Folsomides och familjen Isotomidae. Inga underarter finns listade i Catalogue of Life.